# Dicranomyia insolita
Dicranomyia insolita är en tvåvingeart som först beskrevs av Alexander 1979.  Dicranomyia insolita ingår i släktet Dicranomyia och familjen småharkrankar.
Artens utbredningsområde är Bolivia. Inga underarter finns listade i Catalogue of Life.